# Maia Asura
Maia Asura (también conocido como Maiasura, Mayasura o Maiésuara) es un Asura que fue rey de los Dánavas en la mitología hinduista; el cual se destacó por ser un gran constructor-arquitecto divino de la antigüedad. Se le presenta como un arquitecto del "tejido" de Maia (la realidad material ilusoria), del cual emanan sus creaciones. Pertenece a las razas, daitia y raksasa de los asuras.
Maia Asura no es meramente un constructor físico, sino también un maestro de la magia y los trucos, su talento está vinculado a la creación de cosas extraordinarias; pero a menudo presentan un trasfondo ilusorio o mágico que deslumbran a quienes las ven. Sus creaciones no son solo físicas, sino que a menudo se consideran un desafío a la percepción de la realidad, alineándose sus obras con el concepto de Maia, como la ilusión que oculta la verdadera naturaleza del universo.
Al ser Maia Asura, el arquitecto de los asuras, este representa la contrapartida de Vishvákarma (al cual se le considera el deva shilpi ; el arquitecto de los devas).
En sus creaciones Maia Asura usa a maia para crear ilusiones destinadas a confundir, atrapar o desafiar a los seres sintientes. Así, su enfoque está más relacionado con la dualidad y la percepción de separación del individuo con el universo. Es por ello que sus creaciones, como el palacio de Maia, son trampas sutiles donde los seres quedan atrapados en el deseo, el ego y la ignorancia.
Aunque sus ilusiones pueden ser bellas o impresionantes, su propósito suele estar ligado más al caos o al conflicto; reflejando la naturaleza asúrica de sus obras y creaciones.

## Nombre sánscrito
- maya, en el sistema AITS (alfabeto internacional para la transliteración del sánscrito).[1]
- मय, en escritura devanagari del sánscrito.[1]
- Pronunciación:
  - /máia/ en sánscrito[1] o bien
  - /mái/ o /mói/ en varios idiomas modernos de la India (como el bengalí, el hindí, el maratí o el palí).
- Etimología: desconocida; posiblemente proviene de mā (no, negativo, madre, autoridad) o del verbo maia (‘herir, lastimar’).[1]

- Maia: nombre de varios escritores y maestros (siendo los más famosos un astrónomo y un poeta).
- maia: caballo; según el Vayasanei-samjitá
- maia: camello; según lexicógrafos (tales como Amara Simja, Jalaiuda, Jema Chandra, etc.).
- maia: mula; según lexicógrafos
- maia: que hiere, que injuria.

## Datación
El nombre o las leyendas sobre Maia no se mencionan en el Rig-veda (el texto más antiguo de la India, de mediados del II milenio a. C.). Su primera mención aparece en el Majábharata (texto épico-religioso del siglo III a. C.) y en la literatura kaviá.

## En el «Ramaiana»
Maia construyó su capital y la llamó Maia Rastra. 
Maiasura se menciona en el «Uttara-kanda» (‘capítulo final’) del Ramaiana.
En el texto se especifica que Maia era hijo de la diosa Diti con Kasiapa (uno de los Siete Sabios),
El Uttara Kanda del poema épico Ramayana menciona que durante su visita a Svarga (el cielo), Maya se casó con una apsara (ninfa celestial) llamada Hema. Tuvieron dos hijos, Mayavi y Dundubhi, y una hija, Mandodari, la cual se casó con Ravana, el gobernante rákshasa de Lanka y el principal antagonista de la epopeya.
En algunas versiones del Ramayana, Maya también tuvo otra hija llamada Dhanyamalini, que también se casó con Ravana; y en algunos cuentos populares de Bengala, se describe que Maia Asura está también casado con Oladevi, la diosa del cólera.
Maia destaca por ser un Asura versado en magia, astronomía y artes militares. Gobernó sobre la ciudad de Maiarastra. Se creía que Maia y su gente podían derretir las piedras para construir sus grandes maravillas arquitectónicas.
Según el Ramaiana y el Majábharata, muchos raksasas, asuras y daitias héroes de estas epopeyas hinduistas, consideraban que Maiasura era un héroe y su ancestro.

## En el «Majábharata»
Maia diseñó y construyó una ciudad voladora, conocida como Tripura (tri-pura: ‘tres ciudades’). Estaba construida en oro, plata y hierro, y tenía partes en el cielo, en el aire y en la tierra.
La ciudad aparece mencionada ya en
el Aitareia-bráhmana (2.11),
el Shankaiana-bráhmana,
el Shatápatha-bráhmana (6.3.3.25) y
el Taitiríia-samjita (6.2.3.1)
Con esta gran ciudad, Maia dominó el mundo. Sin embargo, debido a su naturaleza impía, Tripura fue quemada y destruida por el poderoso dios Shivá.
Maia pudo escapar de la destrucción, ya que era adorador de Shivá.
Cuando el rey-dios Krisna y su primo, el príncipe pándava Áryuna, incendiaron el bosque de Khandavá para poder construir su ciudad capital, quemaron también a todos los seres vivos que ocultaba este inmenso bosque. Pudieron salvar la vida de Maia, que vivía allí. El agradecido asura, que no sabía que los que habían provocado el incendio había sido Krisna y Áryuna, les ofreció sus servicios.
Entonces Krisna le ordenó a Maia que construyera un fabuloso palacio para el hermano mayor de Áryuna, el rey Iudistira, en la ciudad de Indraprastha, que se construiría allí. Maia construyó así la Maia-sabha (sala de Maia), el salón más famoso, hermoso y grande del mundo.

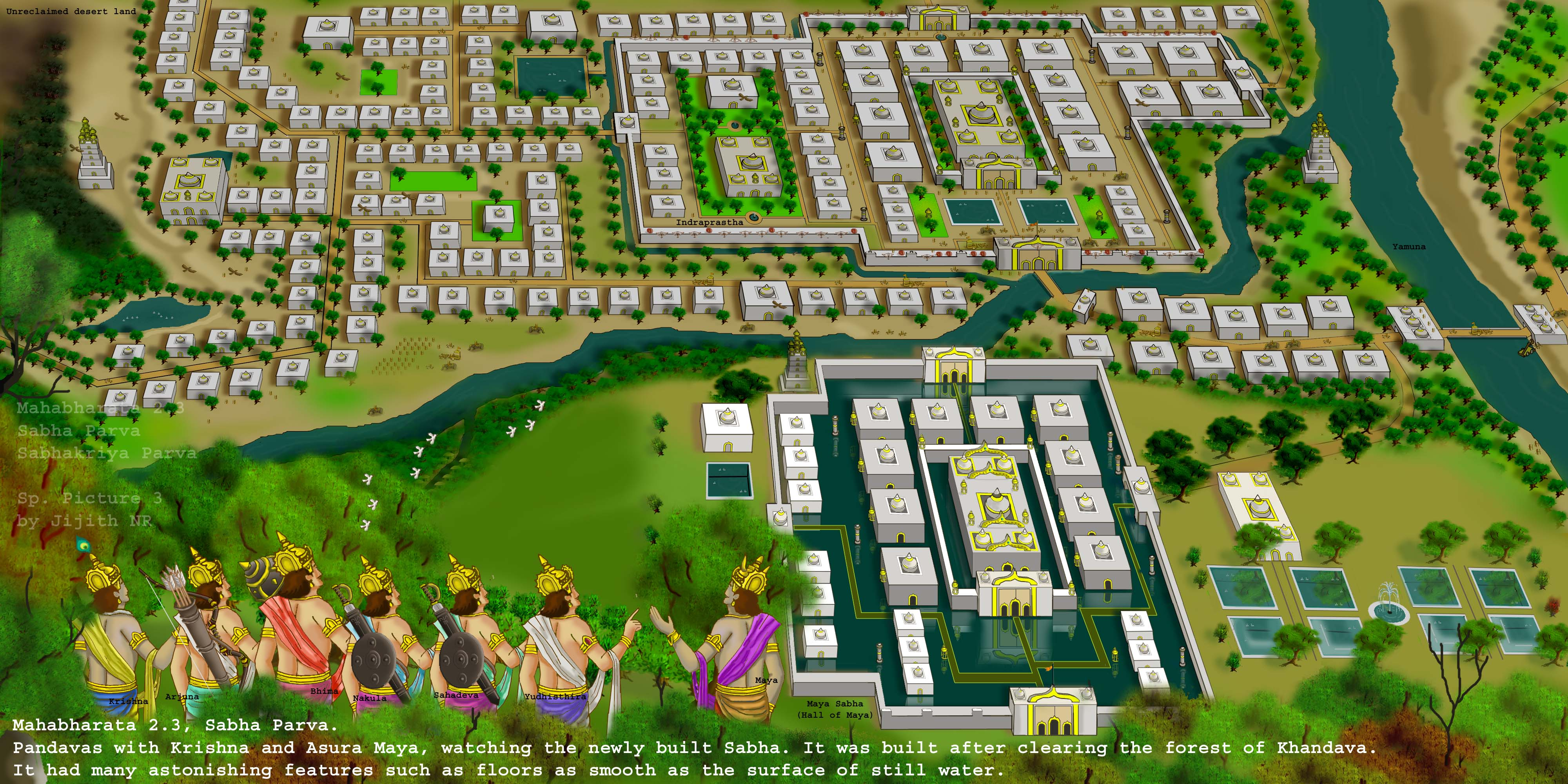
Los Pándavas contemplan la ciudad que les construyó el demonio Maia, en donde había estado el bosque de Khandavá.

La sala tenía muchas características especiales inéditas, como varios estanques de agua sin bordes, rodeados de pisos altamente reflectantes, que se confundían fácilmente con la superficie del agua. Todos los visitantes de otros países, al entrar en la sala, caminaban cuidadosamente mirando el piso para no caerse en los estanques. El orgulloso príncipe Duriodhan, desacostumbrado a estas innovaciones arqutectónicas, no quiso inclinar la mirada, por lo que no vio el borde de uno de los estanques, que imitaba las guardas de las baldosas. Duriodhan cayó aparatosamente en el agua, lo que provocó las risas de todo el público presente. Como fondo tuvo que escuchar la aguda risa de Draupadi (la esposa de los cinco hermanos pándavas). Después, Duriodhan caminó con más cuidado que los demás, y esquivaba todas las guardas del piso que parecieran el borde de una piscina, lo que provocó más risas y burlas de Draupadi y todos los presentes.
Esta humillación pública fue la que generó el odio de Duriodhan, que desencadenaría la guerra de Kuruksetra, en la que morirán todos los familiares de los Pándavas ―incluido Duriodhan― y solo los Pándavas sobrevivirán.